# Scotiaryggen

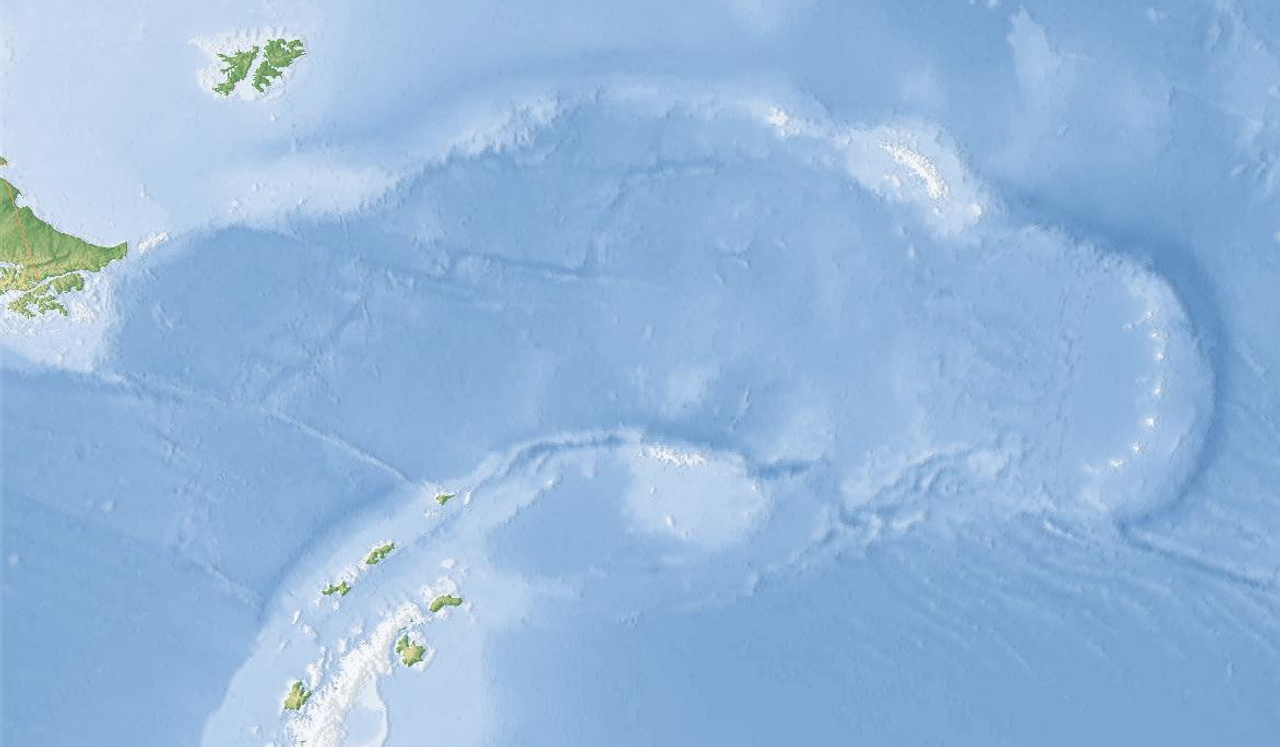
Scotiaryggen på en karta över Scotiahavet.

Scotiaryggen är en djuphavsrygg i Sydatlanten. Den sträcker sig i en östlig båge runt Scotiahavet från Graham Land i Antarktis till Eldslandet. Längs med djuphavsryggen ligger ögrupperna Sydorkneyöarna, Sydsandwichöarna och Sydgeorgien.